# Notakto

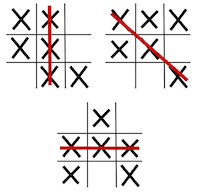
Exemple de grilles du Notakto

Notakto est une variante du jeu de morpion,. Il se joue sur plusieurs grilles 3 × 3 et les deux joueurs placent des « × ». C'est un jeu impartial.